# Kvartett för tidens ände
Kvartett för tidens ände (fransk originaltitel Quatuor pour la fin du temps) är ett stycke kammarmusik av Olivier Messiaen. Det skrevs  1940 och anses allmänt som ett av hans främsta verk.

## Verkets tillkomst och första framförande
Vid andra världskrigets utbrott placerades Messiaen i den franska armén som sjukvårdare. I maj 1940 blev han tillfångatagen av tyska trupper och hölls som krigsfånge i ett fångläger i Görlitz i Schlesien under ett års tid. I lägret träffade Messiaen en violinist, en cellist och en klarinettist bland sina medfångar och skrev en kort trio för dem. Han utökade senare trion till en kvartett med sig själv som pianist. Med tyskarnas hjälp kunde verket uruppföras för en publik på ca 400 personer bestående av andra krigsfångar och lägervakter. Messiaen själv angav dock ofta ett betydligt högre antal. Uruppförandet skedde i Stalag VIII A den 15 januari 1941. Messiaen mindes senare tillfället och sade: "Aldrig har jag blivit lyssnad till med så mycket uppmärksamhet och förståelse."

## Inspiration
Messiaen skrev i förordet till noterna att verket var inspirerat av text från det tionde kapitlet i Uppenbarelseboken.

## Om musiken
Verket består av följande åtta satser:
- Liturgie de cristal

Klarinett och violin imiterar sången från en koltrast respektive näktergal.
- Vocalise, pour l'Ange qui annonce la fin du Temps

Här är Messiaens typiska tonspråk tydligt med mycket polytonalitet och blandningar av tonla och atonala element.
- Abîme des oiseaux

Tredje satsen består av ett klarinettsolo. Satsen är noterad i ett mycket långsamt tempo (44 bpm på åttondelar).
- Intermède

En Scherzo-sats som börjar med en unison melodi i alla instrument.
- Louange à l'Éternité de Jésus

En mycket långsam sats för cello och piano som är en omarbetning av två tidigare, opublicerade verk: "Fêtes des belles eaux" och "Oraison". Det senare är ett verk för sex stycken Ondes Martenot. Tempobeteckningen är "oändligt långsamt" ("infiniment lent").
- Danse de la fureur, pour les sept trompettes

Sjätte satsen är mycket representativ för Messiaens rytmik och innehåller mycket augumentation, diminution och rytmiska palindrom (rytmer som blir likadana oavsett om de läses från vänster till höger eller från höger till vänster)
- Fouillis d'arcs-en-ciel, pour l'Ange qui annonce la fin du Temps

- Louange à l'Immortalité de Jésus

En omarbetning av andra delen av orgelstycket "Diptyque", dock transponerat en stor ters uppåt.

Ett typiskt framförande av verket tar omkring femtio minuter. 
"Kvartett för tidens ände" innehåller många av Messiaens kännetecken som kompositör. Inspirationen är hämtad från hans katolska tro och från fågelsång, precis som i de flesta av hans andra verk. Även rytmiken i stycket är väldigt typisk för Messiaen. Han studerade i början av sin utbildning grekisk och hinduisk metrik och utvecklade med inspiration från dem en mycket unik hantering av rytmik och metrik i sin musik. Bland annat olika varianter av augumentation och diminution av rytmer och rytmiska palindrom som nämns ovan.